# Branko Stanković
Branislav "Branko" Stanković - em sérvio, Бpaниcлaв "Бpaнкo" Cтaнкoвић (31 de outubro de 1921 - 20 de fevereiro de 2002) - foi um futebolista sérvio da Bósnia e Herzegovina. Ele competiu na Copa do Mundo FIFA de 1950, sediada no Brasil, na qual a seleção de seu país terminou na quinta colocação dentre os treze participantes.

## Ligações Externas
- Perfil olímpico